# The Faceless Ones
A The Faceless Ones a Doctor Who sorozat harmincötödik része, amit 1967. április 8. és május 13. között vetítettek hat epizódban. Ebben a részben távozik el Anneke Wills mint Polly és Michael Craze mint Ben Jackson.

## Történet
A Tardis 1966-ban a Földön, a Gatwicki repülőtér közepén landol. Polly az egyik hangárban gyilkosság szemtanúja, majd elrabolják. A rendőrség elkobozza a Tardis-t. Több ember is eltűnik, amihez valami köze van a Chameleon Tours-k. Miféle földönkívüliek állnak az utazási iroda mögött?

### Folytonosság
A Doktornak a legtöbb kalandja 1966. július 20-án volt a Földön, mert aznap győzte le a WOTAN-t, s győzte le a Chameleon-okat. Továbbá a rész végén a Dalekok ellopták a Doktor Tardis-át.

## Epizódok listája
| Epizód száma | Bemutató napja    | Hossza | Nézők száma (millió) | Formátum                     |
| ------------ | ----------------- | ------ | -------------------- | ---------------------------- |
| 1            | 1967. április 8.  | 23:47  | 8                    | 16 mm t/r                    |
| 2            | 1967. április 15. | 25:22  | 6,4                  | Csak képek és/vagy töredékek |
| 3            | 1967. április 22. | 23:10  | 7,9                  | 16 mm t/r                    |
| 4            | 1967. április 29. | 24:28  | 6,9                  | Csak képek és/vagy töredékek |
| 5            | 1967. május 6.    | 23:34  | 7,1                  | Csak képek és/vagy töredékek |
| 6            | 1967. április 13. | 23:38  | 8                    | Csak képek és/vagy töredékek |

## Könyvkiadás
A könyvváltozatát 1986 decemberében adták ki.

## Otthoni kiadás
- VHS-en 2003 novemberében adták ki a megmaradt jeleneteket. Ez volt egyben az utolsó VHS-en kiadott Doctor Who-s epizód (érdekes módon a sorozat indulásának a 40. évfordulóján volt).
- DVD-n 2004 novemberében adták ki a Lost in Time dobozban adták ki.

### Fordítás
- Ez a szócikk részben vagy egészben  a   The Faceless Ones című angol Wikipédia-szócikk fordításán alapul.  Az eredeti cikk szerkesztőit annak laptörténete sorolja fel. Ez a jelzés csupán a megfogalmazás eredetét és a szerzői jogokat jelzi, nem szolgál a cikkben szereplő információk forrásmegjelöléseként.